# Блендер (Округ Верден)
Блендер (њем. Blender) општина је у њемачкој савезној држави Доња Саксонија. Једно је од 11 општинских средишта округа Ферден. Према процјени из 2010. у општини је живјело 2.982 становника. Посједује регионалну шифру (AGS) 3361002.

## Географски и демографски подаци
Блендер се налази у савезној држави Доња Саксонија у округу Ферден. Општина се налази на надморској висини од 12 метара. Површина општине износи 38,3 km².

## Становништво
У самом мјесту је, према процјени из 2010. године, живјело 2.982 становника. Просјечна густина становништва износи 78 становника/km².